# Playground (album)
Albums de Michel Petrucciani
Date with Time
(1991) Promenade with Duke
(1993)
Playground est un album du pianiste français de jazz Michel Petrucciani paru en 1991 sur le label Blue Note.

## Titres
| No  | Titre               | Musique           | Durée |
| --- | ------------------- | ----------------- | ----- |
| 1.  | September Second    | Michel Petruciani | 4:42  |
| 2.  | Home                | Michel Petruciani | 5:26  |
| 3.  | P'Tit Louis         | Michel Petruciani | 4:42  |
| 4.  | Miles Davis' Licks  | Michel Petruciani | 4:27  |
| 5.  | Rachid              | Michel Petruciani | 3:25  |
| 6.  | Brazilian Suite #3  | Michel Petruciani | 2:33  |
| 7.  | Play School         | Michel Petruciani | 3:03  |
| 8.  | Contradictions      | Michel Petruciani | 2:57  |
| 9.  | Laws of Physics     | Adam Holzman      | 4:44  |
| 10. | Piango, Pay The Man | Michel Petruciani | 1:52  |
| 11. | Like That           | Michel Petruciani | 1:37  |

## Musiciens
- Michel Petrucciani - piano, synthétiseurs, arrangements
- Adam Holzman - synthétiseurs, programmation, coarrangeur
- Omar Hakim - batterie (sauf pistes 5 et 10)
- Steve Thornton - percussions
- Anthony Jackson - guitare basse
- Aldo Romano - batterie (piste 5)